# Caracassparv
Caracassparv (Arremon phaeoplurus) är en fågel i familjen amerikanska sparvar inom ordningen tättingar.

## Utbredning och systematik
Den återfinns i kustnära bergstrakter i norra Venezuela (Aragua, Miranda och Distrito Federal). Tidigare betraktades den som en underart till A. torquatus. 

## Status
IUCN kategoriserar den som livskraftig.